# Hadley (New York)
Hadley (['hædliː] ) ist eine Town im Saratoga County des US-Bundesstaates New York. Das U.S. Census Bureau hat bei der Volkszählung 2020 eine Einwohnerzahl von 1.976 ermittelt. Ihren Namen hat die Town nach Hadley, Massachusetts.
Die Town of Hadley liegt im nördlichen Teil des Countys westlich von Glens Falls.

## Geographie
Nach den Angaben des United States Census Bureaus hat die Town of Hadley eine Gesamtfläche von 106,41 km², wovon 102,83 km² auf Land und 3,57 km² (= 3,26 %) auf Gewässer entfallen.
Die Town liegt innerhalb des Adirondack Park. Die nördliche und östliche Stadtgrenze bildet die Grenze zum Warren County.
Ein kleiner Teil des östlichen Endes des Great Sacandaga Lake (früher das Sacandaga Reservoir) liegt am westlichen Rand von Hadley, und der Sacandaga River teilt die Town in Ost-West-Richtung und mündet an der östlichen Stadtgrenze in den Hudson River.
Die New York State Route 9N verläuft durch den südöstlichen Teil von Hadley.

## Geschichte
Um 1788 trafen in dem Gebiet die ersten Siedler europäischer Herkunft ein.

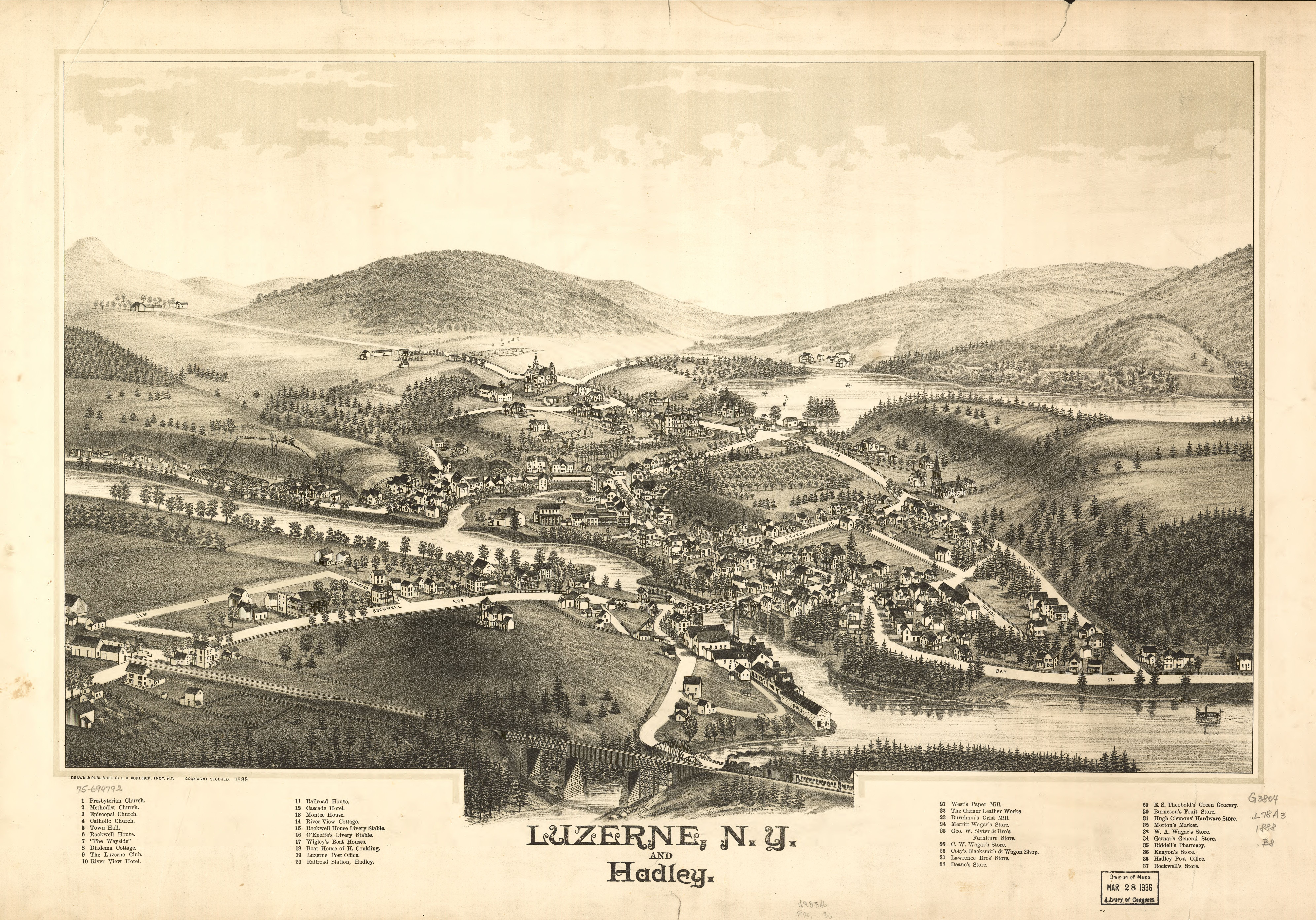
Panoramakarte von Luzerne (heute Lake Luzerne) und Hadley aus dem Jahr 1888 von L. R. Burleigh

Die Town of Haley wurde 1801 aus Teilen der Towns of Greenfield und Northumberland gebildet. Das Gebiet der Town of Corinth wurde 1818 und das Gebiet der Town of Day 1819 von der Town of Hadley abgespaltet, wodurch diese ihre heutigen Grenzen erhielt.
Der 1930 bei Conklingville gebaute Staudamm staute das Sacandaga Reservoir auf und kontrollierte so Hochwasser an dem Fluss.
Sowohl die Hadley Mountain Fire Observation Station als auch die Hadley Parabolic Bridge sind im National Register of Historic Places aufgenommen.

## Demographie
Zum Zeitpunkt des United States Census 2000 bewohnten Hadley 1971 Personen. Die Bevölkerungsdichte betrug 19,1 Personen pro km². Es gab 990 Wohneinheiten, durchschnittlich 9,6 pro km². Die Bevölkerung in Hadley bestand zu 97,77 % aus Weißen, 1,01 % Schwarzen oder African American, 0,20 % Native American, 0,15 % Asian, 0 % Pacific Islander, 0,05 % gaben an, anderen Rassen anzugehören und 0,81 % nannten zwei oder mehr Rassen. 0,15 % der Bevölkerung erklärten, Hispanos oder Latinos jeglicher Rasse zu sein.
Die Bewohner Hadleys verteilten sich auf 730 Haushalte, von denen in 35,1 % Kinder unter 18 Jahren lebten. 57,8 % der Haushalte stellten Verheiratete, 10,4 % hatten einen weiblichen Haushaltsvorstand ohne Ehemann und 26,3 % bildeten keine Familien. 19,3 % der Haushalte bestanden aus Einzelpersonen und in 7,8 % aller Haushalte lebte jemand im Alter von 65 Jahren oder mehr alleine. Die durchschnittliche Haushaltsgröße betrug 2,67 und die durchschnittliche Familiengröße 3,04 Personen.
Die Bevölkerung verteilte sich auf 26,2 % Minderjährige, 8,0 % 18–24-Jährige, 29,5 % 25–44-Jährige, 22,4 % 45–64-Jährige und 13,9 % im Alter von 65 Jahren oder mehr. Der Median des Alters betrug 37 Jahre. Auf jeweils 100 Frauen entfielen 99,1 Männer. Bei den über 18-Jährigen entfielen auf 100 Frauen 95,7 Männer.
Das mittlere Haushaltseinkommen in Hadley betrug 38.150 US-Dollar und das mittlere Familieneinkommen erreichte die Höhe von 42.438 US-Dollar. Das Durchschnittseinkommen der Männer betrug 35.694 US-Dollar, gegenüber 21.810 US-Dollar bei den Frauen. Das Pro-Kopf-Einkommen belief sich auf 17.560 US-Dollar. 9,2 % der Bevölkerung und 6,1 % der Familien hatten ein Einkommen unterhalb der Armutsgrenze, davon waren 11,9 % der Minderjährigen und 9,9 % der Altersgruppe 65 Jahre und mehr betroffen.

## Örtlichkeiten in Hadley
- Bell Brook Pond – ein kleiner Weiher an der westlichen Stadtgrenze
- Hadley – der Weiler Hadley liegt in der Nähe der östlichen Towngrenze und der Mündung des Sacandaga River an der Kreuzung der County Roads 1 und 4 und ist Bestandteil des gleichnamigen Census-designated place.
- Lynnwood – im westlichen Teil der Town an der Kreuzung der County Roads 7 und 8.
- Mount Anthony – höchste Erhebung der Town in deren südöstlichen Ecke
- Rockwell Falls – ein Wasserfall in der Nähe des Weilers Hadley
- Stewart Bridge Reservoir – ein Stausee am Sacandaga River.
- Stewart’s Dam – ein Erddamm am Sacandaga River, staut das Stewart Bridge Reservoir auf

## Persönlichkeiten
- Essek William Kenyon (1867–1948), evangelikaler Pastor und Autor, wuchs in Hadley auf.